# Галикано
Галикано (на италиански: Gallicano) е община в Италия, в региона Тоскана, провинция Лука. Общината се намира в планинния район, наречен Гарфаняна, на северната част на провинцията. Населението е около 4500 души (2007).
Традиционно общината се счита за първото село на Гарфаняна (обаче не е най-голямото селище), или за Портата на Гарфаняна (Porta della Garfagnana).